# 松田昌平
松田 昌平（まつだ しょうへい、1889年 - 1976年）は、日本の建築家。松田軍平の兄。福岡市を中心に多くの作品を手がけた。

## 人物
日本建築士会連合会の副会長や福岡県建築士会会長も務め、1968年（昭和43年）からは九州共立大学工学部の教授も務めた。
名古屋高等工業学校建築科の出身で、卒業後は南満州鉄道株式会社建築課に勤務した後、日本ゴム（現アサヒシューズ）嘱託、その後福岡市嘱託。
1931年（昭和6年）には松田建築設計事務所を構える。
主要作品には北九州市旧門司三井倶楽部（1921年、国重要文化財、近代化産業遺産）や杤木ビル（1920年、日本遺産）、旧日本足袋久留米第三工場（現アサヒコーポレーション第三工場、1930年）などが挙げられる。
この他、久留米城跡に立地する旧九州医学専門学校本館（現久留米大学本部、1929年）が確認されている。
旧第十七銀行久留米支店（旧久留米市立中央図書館西分館）の設計者ともいわれるが定かでない。